# Huil maar niet
Huil maar niet is een nummer van de Nederlandse band De Dijk uit 2003. Het is de eerste single van hun twaalfde studioalbum Door.
Het rustige "Huil maar niet" is bedoeld als troostnummer. Het nummer bereikte de 7e positie in de Nederlandse Top 40.

## Tracklijst
- Cd-single

1. "Huil maar niet" - 4:31
2. "Laaiend vuur" - 3:14
3. "Nergens goed voor" (Live opname Radio 3FM - HMH Amsterdam juni 2002) - 4:55